# Plaza Nueva (Sevilla)
La plaza Nueva se encuentra en el barrio del Arenal de la ciudad de Sevilla, Andalucía, España. En ella encuentra la entrada principal del Ayuntamiento de Sevilla.

## Toponimia
En 1848 nació en el Alcázar de Sevilla la primera hija del duque de Montpensier y de la infanta María Luisa, María Isabel. En homenaje, el 13 de noviembre de 1849 el Ayuntamiento le dio a este lugar el nombre de Plaza de la Princesa María Isabel, aunque fue conocida como plaza Nueva incluso en documentos oficiales. La Revolución de 1868 llevó a cambiarle el nombre por el de plaza de la Libertad. Con la proclamación de la I República en 1873 pasó a ser conocida como plaza de la República. Ese mismo año se cambió por el de plaza de la República Federal. En 1875 fue cambiado por el de plaza de San Fernando. En 1931, con la II República, se le llamó plaza de la República y en 1936 volvió a ser llamada plaza de San Fernando. No obstante, los vecinos siempre la han llamado plaza Nueva por haberse creado mucho después que la mayoría de las plazas del centro urbano.

## Historia del entorno

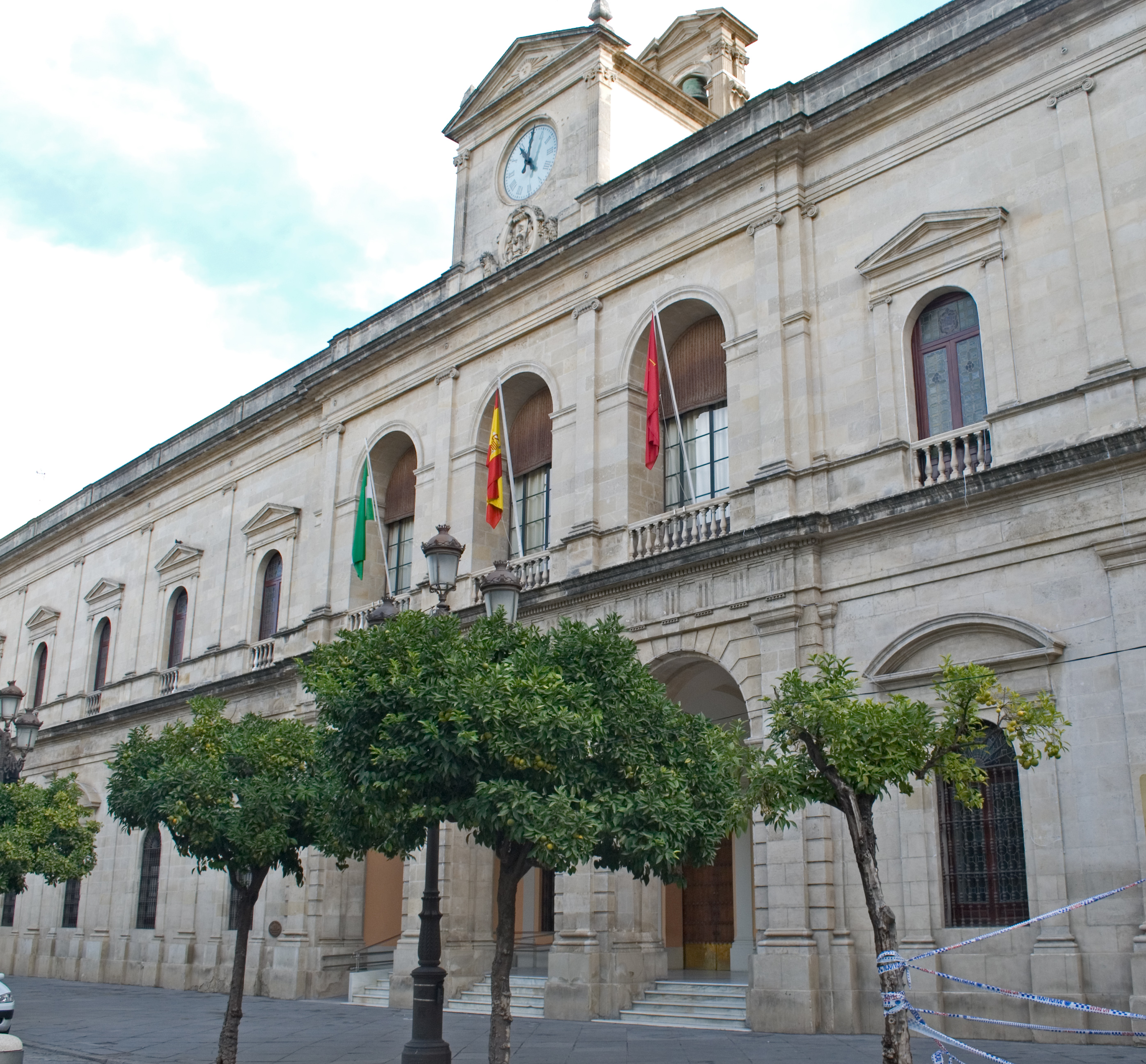
Fachada principal del ayuntamiento de Sevilla hacia la plaza Nueva.

Hasta la época visigoda, los terrenos que forman la actual Plaza Nueva formaron parte del cauce de un brazo desaparecido del río Guadalquivir, que partía de una zona próxima a la Barqueta, atravesaba la Alameda de Hércules, la plaza de la Campana, la calle Sierpes, la plaza Nueva y se unía al cauce principal a la altura del barrio del Arenal. A pesar del cerramiento de este cauce, esta zona siguió siendo un área con frecuentes inundaciones, razón por la que era conocida como laguna de la Pajería.
Por ello, cuando se construyeron el hotel Inglaterra, al oeste de la plaza, y otros edificios colindantes se encontraron tablazones y clavazones de barcos romanos, anclas y otros restos de naves hundidas, así como restos de la cimentación de muelles, lo que acredita que ahí se encontraban instalaciones portuarias. Los visigodos desecaron este terreno, que se urbanizó durante la etapa almorávide.
En 1268, Fernando III donó este terreno a la Orden Franciscana, que construyó ahí su Casa Grande. En este convento llegó a haber más de trescientos franciscanos y algunos participaron en la evangelización de América. El convento fue destruido en 1811, durante la ocupación francesa y, aunque se reconstruyó parcialmente poco después, fue objeto de la desamortización de Mendizábal y fue derribado en 1840.
De este convento en la actualidad solo quedan la capilla de San Onofre (al sur) y el arquillo renacentista (junto al Ayuntamiento) que da acceso a la plaza de San Francisco.

## Creación de la plaza

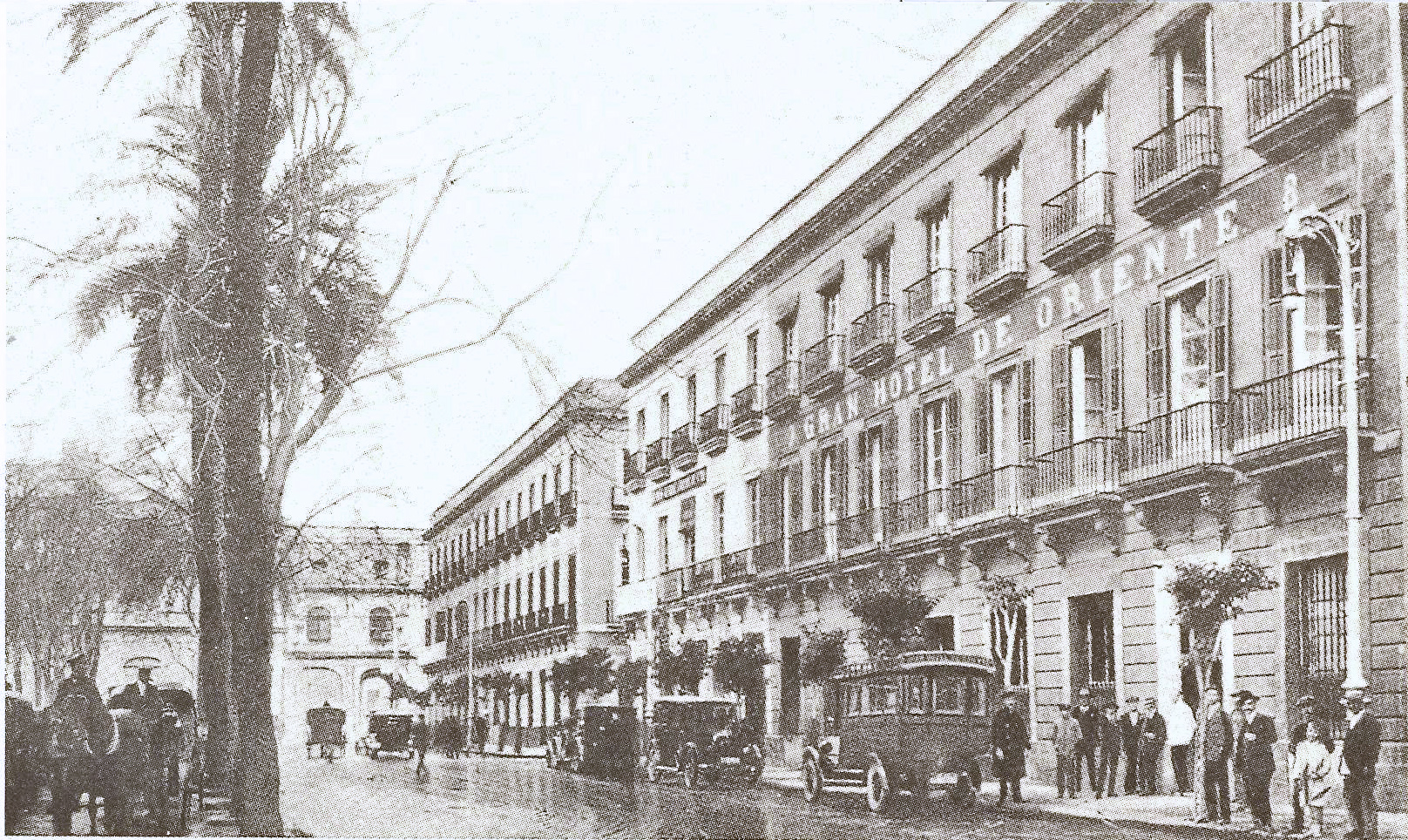
Imagen del desaparecido Gran Hotel de Oriente en la plaza Nueva, año 1915.

En la década de 1830 se terminó la Plaza de la Encarnación, también en el centro de la ciudad. Esa plaza se había proyectado ya en 1810, cuando se derribó el convento jesuita que se encontraba en esa parcela. El nombre "de la Encarnación" le fue puesto por Félix González de León, que dijo que también podría llamarse "plaza mayor por su tamaño".
Un grupo de intelectuales sevillanos, entre los que estaba el arquitecto Ángel de Ayala, solicitaron al ayuntamiento en 1849 la conversión del solar de la Casa Grande de San Francisco en una nueva plaza mayor para la ciudad, con un monumento en el centro, como ejemplo de la centralización del espacio urbano. Este proyecto fue remitido a la Academia de Bellas Artes de Santa Isabel de Hungría.
En 1852 se realizó la fachada del Ayuntamiento que daba a la plaza. Balbino Marrón y Ranero, que fue arquitecto municipal durante 15 años, organizó el entorno que sería la plaza Nueva entre 1849 y 1860, incluyendo los bancos y el arbolado.

## La plaza

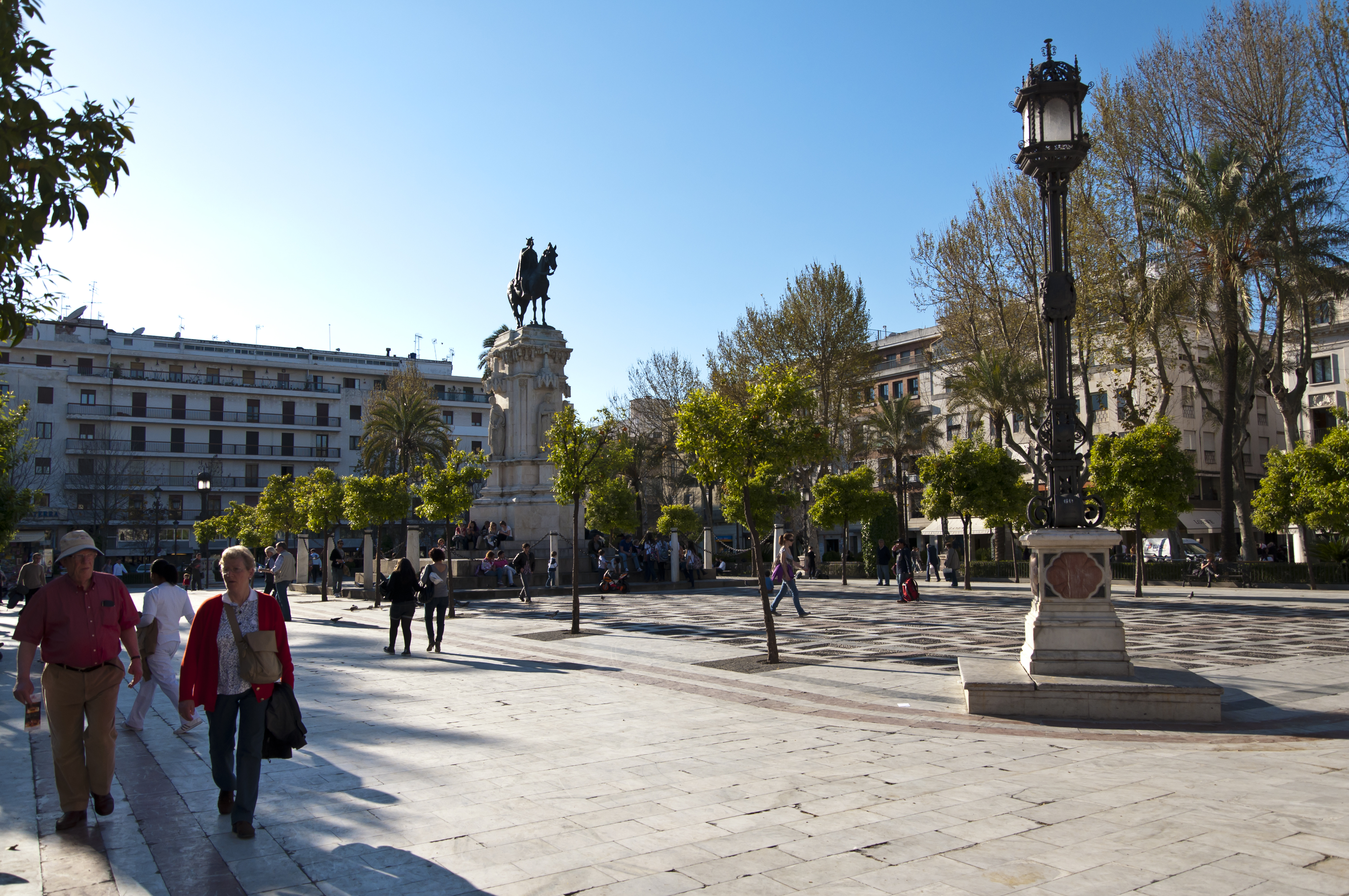
Vida en la plaza Nueva

Esta plaza aúna las características de una plaza mayor, por contar con la presencia del ayuntamiento como edificio singular, por su planta rectangular y por la definición de los flancos mediante una edificación modular y homogénea. Los flancos norte, sur y oeste de la plaza se terminaron en 1856.
En el número 10 de la Plaza Infanta Isabel se establece en 1857 la Fonda de Londres regentada por Carlos Antonio Ricca Miazza. A la muerte de su propietario el 13 de junio de 1873, sus herederos cierran el establecimiento no teniendo continuidad el mismo, ni relación alguna con los posteriores establecimientos establecidos como el Hotel de Londres (1893) regentado por Aurora Fernández, la Fonda Inglaterra (1895) y el de más reciente creación, el Hotel Inglaterra que abre sus puertas en 1903 regentado por Pedro Tudury, todos estos en el número 13 de la Plaza Nueva.
Posteriormente, en 1895 es Bernardino Ricca Manini (Orta San Giulio 29 de agosto de 1840 - Sevilla 21 de octubre de 1918), quién tras una importante reforma del mismo edificio, regenta hasta 1903 el Gran Hotel de Europa. A comienzos del siglo XX las fondas a la ciudad pasaron a llamarse hoteles. En 1967 el Hotel Inglaterra fue reconstruido por completo.
En 1862, a propósito de las visitas de Isabel II a Sevilla, se decide dedicarle un monumento, pero la reina pide que este se dedique a san Fernando. Aunque Alfonso XII colocó la primera piedra en 1877 pero el proyecto se abandonó. En 1922 se presentó otro diferente, que se inauguró en 1924.
La plaza aparece por primera vez en los planos de la ciudad en 1872. En el plano reciben un tratamiento diferenciado un recorrido perimetral para vehículos del espacio central. La plaza contaba con árboles y bancos. A falta del monumento, el elemento central eran dos farolas de cuatro brazos. En 1880 se colocan veinte palmeras de Elche. En 1895 se abre la plaza a la avenida de la Constitución, con el derribo de una manzana que había en esa zona. En 1911 el ingeniero reforma la zona central de la plaza con la creación de jardines. En 1924 se instaló el monumento central. En la decácada de 1920 se colocaron también doce farolas de hierro forjado con pedestales de piedra adornados con jaspe. También se añadió una balaustrada de piedra blanca y bancos del mismo material. En la década de 1940 tuvo lugar una reforma de la plaza en la que se puso el actual pavimento de mármol, se eliminó la balaustrada y se sustituyeron los bancos de piedra.
En la década de 1920 la Compañía Telefónica Nacional de España construyó sedes emblemáticas en las principales ciudades españolas, como Madrid, Valencia y Sevilla. En el caso de Sevilla este fue realizado al sureste esta plaza por el arquitecto Juan Talavera y Heredia entre 1926 y 1928.
A comienzos del siglo XX se levantó al sureste de la plaza el Gran Cinema Plaza Nueva. Este fue derribado en los años 30 y en esa parcela se construyó el edificio de La Unión y el Fénix, que era una empresa aseguradora que también acostumbraba a colocar edificios emblemáticos en las capitales españolas, siendo un buen ejemplo el de Madrid.
En la segunda mitad del siglo XX formó parte del primitivo trazado del metro que nunca llegó a inaugurarse. Por ello, se hicieron obras en la plaza para tener una estación. Cubrir estas obras y restaurar la plaza por completo costó 216 millones de pesetas, presupuestados en 1991.
Esta gran obra terminó en 1994 con una restauración del pavimento, de las farolas y del monumento. En 2006 se paralizaron temporalmente las obras de la línea del Metrocentro (una especie de tranvía) al encontrarse restos del monasterio franciscano.
En 2006 se colocó un pavimento de losas de granito gris alrededor del centro de la plaza y por el ancho de la avenida de la Constitución.
La vegetación de la plaza consiste en plátanos de sombra, naranjos amargos, acacias y palmeras. La mayoría debieron ser talados para las obras de la plaza y son especies replantadas en 2006. La plaza cuenta con bancos de obra con respaldo de forja, pequeños espacios ajardinados rectangulares y una zona central con solería de mármol negro, blanco y rosa.
Los aficionados del Real Betis Balompié suelen celebrar sus triunfos en esta plaza.

## Monumento a San Fernando

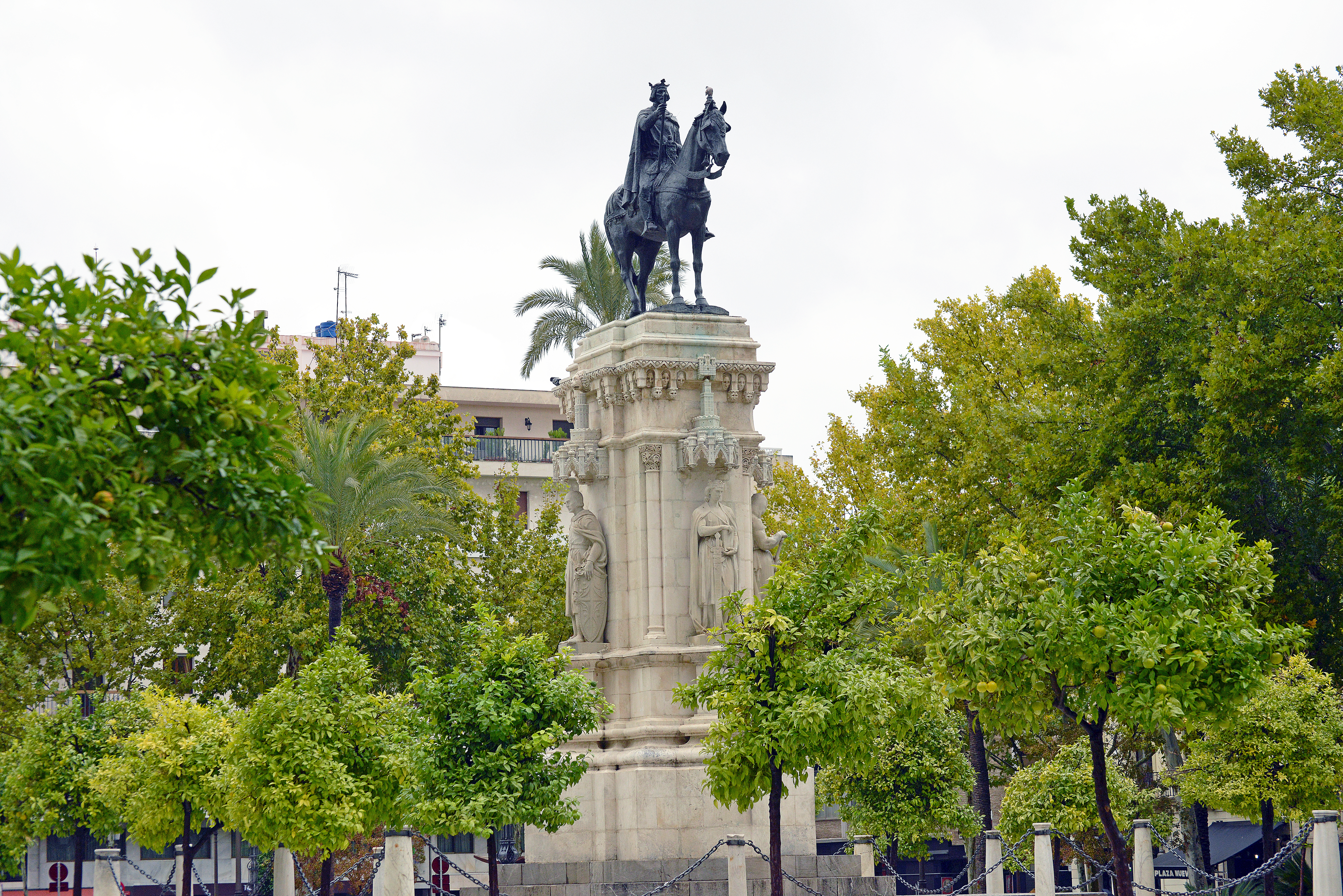
Monumento a Fernando III de Castilla

En 1863 los arquitectos Demetrio de los Ríos, José de la Coba, Manuel Galiano y Manuel Portillo presentaron sus propuestas de monumento al ayuntamiento. En 1877 se escogió el proyecto de Demetrio de los Ríos por su rico simbolismo y Alfonso XII (en compañía de su madre, Isabel II) colocó la primera piedra. No obstante, el proyecto se abandonó. En 1880 Joaquín Guichot proyectó otro monumento diferente, con tres columnas, pero ese proyecto tampoco fue realizado.
En 1915 se retomó el proyecto y, tras varias vicisitudes, en 1922 Joaquín Bilbao y Juan Talavera y Heredia firmaron el proyecto de un nuevo monumento, que sería el definitivo. 
El monumento es de estilo neogótico, pero con cierto eclecticismo. Consiste en una estatua del monarca a caballo realizada en bronce con un gran pedestal con cuatro estatuas pétreas, para las que se contrató a varios artistas: Alfonso X (Enrique Pérez Comendador), Don Remondo (Adolfo López Rodríguez), Garci Pérez de Vargas (Agustín Sánchez Cid) y Ramón Bonifaz (José Lafita Díaz).
El monumento se inauguró en 1924.

## Arquitectura

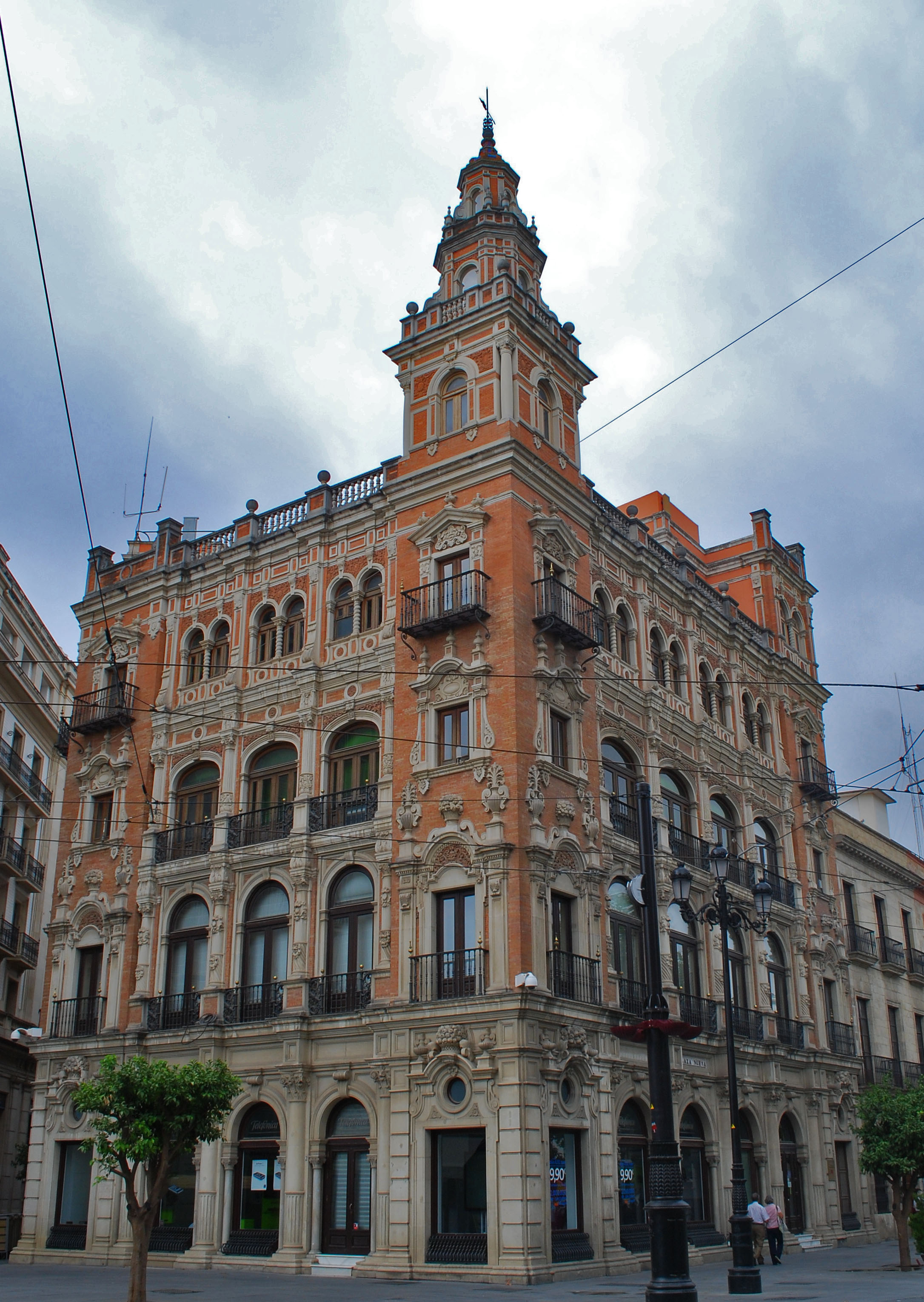
Fachada del edificio de Telefónica, obra del arquitecto Juan Talavera y Heredia, construido entre 1926 y 1929.

- Capilla de San Onofre: Vestigio del convento Casa Grande de San Francisco.[25]
- Edificio del Ayuntamiento de Sevilla: Diseñado por Diego de Riaño en el siglo XV, fue reformado tras el derribo del convento de San Francisco, en el siglo XIX, por Demetrio de los Ríos y Balbino Marrón, que trazaron la nueva fachada principal, orientada a la Plaza Nueva, de corte neoclásico.
- Casa construida para Miguel García de Longoria: Haciendo esquina con la calle Badajoz. Del arquitecto Vicente Traver (1917-1920). Este fue el primer edificio que se salió de las proporciones habituales de la plaza, incorporando un torreón.[26]
- Edificio Telefónica (Central de la Compañía Telefónica Nacional de España): Obra de Juan Talavera y Heredia (1926-1928). En esta etapa Talavera llega a su cénit en la ornamentación de las fachadas. Su decoración es neobarroca y está inspirada en detalles de la Iglesia de San Luis de los Franceses, la Iglesia de San Pablo y del Palacio de San Telmo. La fachada es de ladrillo rojizo con elementos decorativos de color blanco. En esta etapa colaboró con el decorador Manuel de la Cuesta y Ramos.[26] La torre de la esquina está inspirada en el remate renacentista de la Giralda. Esta torre fue el segundo elemento, tras la torre del edificio de Vicente Traver, que se salió de los estándares habituales de los edificios del entorno.[26]
- Edificio de oficinas (antigua Philips): Se encuentra haciendo esquina con la calle Méndez Núñez. Del arquitecto Alfonso Toro Buiza (1960).